# TVBS (Fernsehsender)
TVBS, kurz für englisch Television Broadcasts Satellite, auch TVBS-Europe (chinesisch 無綫衛星台-歐洲, auch 無線翡翠台-歐洲) genannt, war ein privater kantonesischer Unterhaltungssender, welcher ein Ableger des Hongkonger Fernsehsenders Television Broadcasts Limited, kurz TVB war. TVBS war nur für Zuschauer außerhalb Chinas gedacht. Das hinzugefügte „S“ im Sendernamen steht für englisch Satellite. Der Sender war auch unter der Name The Chinese Channel bekannt.
Gesendet wurde aus den Studios in Teddington, Middlesex, Großbritannien. Dort wurden auch lokale Sendungen produziert, welche nur in Europa ausgestrahlt wurden. Serien und die meisten Reportagen bzw. Dokumentationen wurden von der Muttergesellschaft bzw. Privatsender TVB aus Hongkong übernommen. Der Privatsender TVB Hongkong war ein einhundertprozentiges Tochterunternehmen der Shaw Brothers und wurde 1984 erstmals als Tochterunternehmens der Shaw Brothers (Hong Kong) Limited auf der Hongkonger Börse notiert. Nach der Umwandlung 1988 wurde der TV-Sender zum unabhängigen börsennotiertes Unternehmen.
Zu empfangen war TVBS-Europe über den Satelliten Astra 1M. Da TVBS ein PayTV-Angebot war und verschlüsselt ausgestrahlt wurde, musste zum Empfang ein Abonnement abgeschlossen werden, welches von der Betreibergesellschaft The Chinese-Channel Ltd. vertrieben wurde. Seit dem 1. Februar 2008 sendete TVB über Eurobird 9 ein Programmbouquet mit den Programmen TVBS Europe, TVBN, TVB Entertainment News, TVB Classic und TVB Lifestyle. Der bisherige Sendeplatz auf Astra wurde Ende Juni 2009 abgeschaltet.
Der chinesische Fernsehsender aus Hongkong stellte den Betrieb im Dezember 2014 ein. Das Satellitenfernsehen für den Publikum im Übersee wurde seitdem durch das zahlungspflichtige Internetfernsehen TVB-Anywhere mittels OTT-Dienste ersetzt. Die Inhalte des TV-Senders werden als Streaming-Content via World Wide Web übertragen. Sie sind teilweise frei für Jedermann, teilweise nur für Abonnenten von TVB-Anywhere zugänglich.
Nicht verwechseln sollte man den chinesischen Sender TVBS (無綫衛星台) aus Hongkong auf Kantonesisch mit dem gleichnamigen TVBS (聯利媒體有限公司) aus Taipeh (Taipei) auf Hochchinesisch, welcher nicht mit üblichen Mitteln in Deutschland empfangbar ist.